# Міністерство охорони здоров'я Російської Федерації
Міністерство охорони здоров'я Російської Федерації (МОЗ РФ) — федеральний орган виконавчої влади Російської Федерації, що здійснює функції з вироблення державної політики та нормативно-правового регулювання у сфері охорони здоров'я, обов'язкового медичного страхування, звернення лікарських засобів для медичного застосування, включаючи питання організації профілактики захворювань, в тому числі інфекційних захворювань та СНІДу, медичної допомоги, медичної реабілітації та медичних експертиз, фармацевтичної діяльності, включаючи забезпечення якості, ефективності та безпеки лікарських засобів для медичного застосування, обігу медичних виробів, санітарно-епідеміологічного благополуччя населення, курортної справи, а також з управління державним майном та надання державних послуг у сфері охорони здоров'я.

## Історія
У 1992 році, після розпаду СРСР, Міністерство охорони здоров'я СРСР було ліквідовано, а Міністерство охорони здоров'я РРФСР було перетворено на Міністерство охорони здоров'я Російської Федерації (МОЗ України).
Міністерство охорони здоров'я було об'єднано Указом Президента Росії № 314 від 9 березня 2004 року з Міністерством праці та соціального захисту Російської Федерації до Міністерства охорони здоров'я та соціального розвитку Російської Федерації.
21 травня 2012 року Міністерство охорони здоров'я Російської Федерації було знову виділено із Міністерства охорони здоров'я та соціального розвитку Російської Федерації.

## Структура
Структура центрального апарату МОЗ Росії включає у собі підрозділи, які називаються департаментами. Департаменти, своєю чергою, поділяються на відділи. Департаменти очолюють директори, а їхні відділи — начальники. На 2023 МОЗ Росії складається з 16 департаментів.